# الدوري الشمالي لكرة القدم 1910–11
الدوري الشمالي لكرة القدم 1910–11 (بالإنجليزية: 1910–11 Northern Football League)‏ هو موسم من الدوري الشمالي لكرة القدم ‏. فاز فيه Eston United F.C. ‏.